# Дубровка (Великолукский район)
Дубровка — деревня в Великолукском районе Псковской области России. Входит в состав сельского поселения «Шелковская волость».

## География
Расположена на востоке волости на правом берегу реки Вятица, правого притока Крупицы (Вскуицы), в 25 км по дорогам или в 8 км к северо-востоку от границы райцентра Великие Луки.

## Население
Численность населения деревни по состоянию на 2000 год составляла 3 жителя, на 2010 год — постоянных жителей не было.